# Lijst van oudste mannen van Nederland
Dit is een lijst van mannen die sinds 1949 de oudste man van Nederland zijn geweest.
Het uitgangspunt hierbij is dat het gaat om mannen die in Nederland wo(o)n(d)en en dus bij een Nederlandse gemeente ingeschreven staan of stonden.
| Naam                                         | Bereikte leeftijd     | Geboortedatum     | Overlijdensdatum  | Woonplaats bij overlijden en opmerking(en) |
| -------------------------------------------- | --------------------- | ----------------- | ----------------- | ------------------------------------------ |
| Jannes Reiling                               | 104 jaar en 130 dagen | 20 december 1846  | 29 april 1951     | Drouwenermond                              |
| Hendrikus van Horsen                         | 103 jaar en 328 dagen | 31 maart 1848     | 22 februari 1952  | Haaften                                    |
| Petrus Bartelen                              | 102 jaar en 355 dagen | 28 juli 1849      | 17 juli 1952      | Roosendaal                                 |
| Keimpe Piers Nijdam                          | 103 jaar en 140 dagen | 26 december 1850  | 15 mei 1954       | Sneek                                      |
| Jan Kip                                      | 107 jaar en 248 dagen | 18 maart 1851     | 21 november 1958  | Dreischor                                  |
| Wilhelminus Hendrik (Willem) Kostering       | 109 jaar en 17 dagen  | 22 november 1851  | 9 december 1960   | Delft                                      |
| Willem van der Hulst                         | 102 jaar en 301 dagen | 19 augustus 1858  | 16 juni 1961      | Avereest                                   |
| Marinus Cornelus Wolffensperger              | 103 jaar en 144 dagen | 17 november 1858  | 10 april 1962     | Enschede                                   |
| Johannes Antonius Hesseling                  | 104 jaar en 136 dagen | 10 december 1859  | 24 april 1964     | Zwolle                                     |
| Jacob Hendrik Obbo Hazewinkel                | 104 jaar en 56 dagen  | 23 juni 1860      | 18 augustus 1964  | Zevenaar                                   |
| Willem Wels                                  | 103 jaar en 347 dagen | 26 december 1861  | 8 december 1965   | Hilversum                                  |
| André Laurent Cornelis Beekman               | 104 jaar en 79 dagen  | 3 januari 1862    | 23 maart 1966     | Aerdenhout                                 |
| Watze Ruurds Watzema                         | 104 jaar en 259 dagen | 11 januari 1862   | 27 september 1966 | Haarlem                                    |
| Henri Chretien Theodore van Dooren           | 106 jaar en 253 dagen | 2 augustus 1863   | 12 april 1970     | Maastricht                                 |
| Cornelis Bredijk                             | 106 jaar en 189 dagen | 3 december 1863   | 10 juni 1970      | Amsterdam                                  |
| Huibert Prins                                | 104 jaar en 241 dagen | 7 juli 1866       | 5 maart 1971      | Harmelen                                   |
| Hendrikus Johannes Verhoeven                 | 104 jaar en 298 dagen | 20 september 1866 | 15 juli 1971      | Arnhem                                     |
| Johannes van der Hoeven                      | 104 jaar en 300 dagen | 12 april 1867     | 6 februari 1972   | Rozenburg                                  |
| Marcus Faasse                                | 104 jaar en 172 dagen | 10 december 1867  | 30 mei 1972       | Dordrecht                                  |
| Gerrit van der Horst                         | 105 jaar en 291 dagen | 2 mei 1868        | 17 februari 1974  | Haarlem                                    |
| Martin Hendrix                               | 104 jaar en 119 dagen | 17 januari 1870   | 16 mei 1974       | Helden                                     |
| Hendrik Christiaan Franciscus Nessen         | 105 jaar en 68 dagen  | 24 maart 1870     | 31 mei 1975       | Zutphen                                    |
| Pieter Zandee                                | 105 jaar en 115 dagen | 23 september 1870 | 16 januari 1976   | Goes                                       |
| Johannes Willem Rijstenbil                   | 105 jaar en 181 dagen | 13 mei 1871       | 10 november 1976  | Poortvliet                                 |
| Pieter Kuiper                                | 105 jaar en 77 dagen  | 12 mei 1872       | 28 juli 1977      | Echten                                     |
| Arthur Emile Notté                           | 105 jaar en 166 dagen | 25 mei 1872       | 7 november 1977   | Westdorpe                                  |
| Johannes Linning                             | 107 jaar en 122 dagen | 18 september 1872 | 18 januari 1980   | Amsterdam                                  |
| Gerardus Boomaerts                           | 107 jaar en 60 dagen  | 24 november 1872  | 23 januari 1980   | Roosendaal                                 |
| Jan Nijenhuis                                | 108 jaar en 194 dagen | 20 oktober 1873   | 2 mei 1982        | Hoogeveen                                  |
| Dirk Johannes van der Kooij                  | 108 jaar en 20 dagen  | 17 december 1875  | 6 januari 1984    | Rotterdam                                  |
| Pieter Zaaijer                               | 106 jaar en 275 dagen | 19 augustus 1877  | 20 mei 1984       | Velsen-Noord                               |
| Albert Geerlings                             | 109 jaar en 3 dagen   | 9 januari 1878    | 12 januari 1987   | Leiden                                     |
| Jan Machiel Reyskens                         | 111 jaar en 241 dagen | 11 mei 1878       | 7 januari 1990    | Dordrecht                                  |
| Cornelis Petrus Jansen                       | 106 jaar en 38 dagen  | 22 februari 1884  | 1 april 1990      | Veldhoven                                  |
| Hendrikus Theodorus de Bijl                  | 107 jaar en 44 dagen  | 10 maart 1884     | 23 april 1991     | Oss                                        |
| Johannes van Capel                           | 108 jaar en 134 dagen | 22 april 1884     | 3 september 1992  | Nieuwkoop                                  |
| Reinier Pelgrom                              | 107 jaar en 355 dagen | 24 april 1886     | 14 april 1994     | Velp                                       |
| Jan de Winter                                | 107 jaar en 275 dagen | 10 oktober 1886   | 12 juli 1994      | Gorinchem                                  |
| Frederikus (Frits) Rijkens                   | 109 jaar en 61 dagen  | 18 maart 1889     | 18 mei 1998       | Vries/Drenthe                              |
| Jan Pieter Bos                               | 111 jaar en 158 dagen | 12 juli 1891      | 15 december 2002  | Rotterdam                                  |
| Fredrik (Frits) Botterblom                   | 107 jaar en 52 dagen  | 15 februari 1896  | 8 april 2003      | Bunschoten/Hooglanderveen                  |
| Gerard Henri Timmermans                      | 107 jaar en 165 dagen | 30 november 1896  | 13 mei 2004       | Ermelo                                     |
| Johan Georg Fredrik (Joop) Rosbach           | 106 jaar en 252 dagen | 12 november 1897  | 21 juli 2004      | Haarlem                                    |
| Jacobus Johannes (Ko) de Lavoir              | 107 jaar en 213 dagen | 14 januari 1898   | 15 augustus 2005  | Axel                                       |
| Jan Voogt Pzn                                | 106 jaar en 238 dagen | 12 oktober 1899   | 7 juni 2006       | Haarlem                                    |
| Johannes Leendert van der Giessen            | 108 jaar en 93 dagen  | 17 december 1899  | 19 maart 2008     | Rotterdam                                  |
| Adrianus van der Vaart                       | 106 jaar en 215 dagen | 26 december 1901  | 28 juli 2008      | Wilnis                                     |
| Josephus Gerardus Antonius (Jos) Wijnant     | 108 jaar en 91 dagen  | 27 maart 1902     | 26 juni 2010      | 's-Hertogenbosch                           |
| Cornelis Jacobus (Cor) Geurtz                | 110 jaar en 109 dagen | 4 mei 1902        | 21 augustus 2012  | Rotterdam                                  |
| Gerardus Philippus (Gerard) Helders          | 107 jaar en 303 dagen | 9 maart 1905      | 6 januari 2013    | Wassenaar                                  |
| Adrianus (Arie) Vermeulen                    | 107 jaar en 34 dagen  | 10 februari 1906  | 16 maart 2013     | Reeuwijk                                   |
| Tjeerd Epema                                 | 106 jaar en 289 dagen | 16 juni 1906      | 1 april 2013      | Oudorp                                     |
| Serop Mirzoyan                               | 108 jaar en 136 dagen | 1 juli 1906       | 14 november 2014  | Amersfoort                                 |
| Florentinus Anthonius (Floor) van Cleemputte | 107 jaar en 234 dagen | 28 september 1907 | 20 mei 2015       | Spijkenisse                                |
| Wilhelmus Antonius Alphonsus (Wim) Hendriks  | 107 jaar en 62 dagen  | 19 januari 1909   | 21 maart 2016     | Wanroij                                    |
| Jacob (Job) Berg                             | 106 jaar en 68 dagen  | 28 april 1910     | 5 juli 2016       | Abbekerk                                   |
| Dirk Franciscus Ferdinand van der Noen       | 106 jaar en 227 dagen | 7 mei 1910        | 20 december 2016  | Amstelveen                                 |
| Jan Willem van de Kamp                       | 107 jaar en 14 dagen  | 17 mei 1910       | 31 mei 2017       | Oldebroek                                  |
| Eelke Bakker                                 | 109 jaar en 280 dagen | 28 juli 1910      | 3 mei 2020        | Dokkum                                     |
| John Huang                                   | 111 jaar en 151 dagen | 1 februari 1914   | in leven          |                                            |

De ontwikkeling van de leeftijd van de oudste mannen en vrouwen van Nederland uit de tabel hierboven is te zien in de figuur hieronder. De figuur geeft, voor elk jaar waarin een oudste Nederlander is overleden, de leeftijd van die Nederlander. Op deze manier is te zien hoe de maximumleeftijd van de oudste Nederlander zich ontwikkelt. Er zijn jaren waarin er geen oudste mannelijke of vrouwelijke Nederlander is overleden, maar alleen jongere personen dan de op dat moment oudste Nederlander; die jaren zijn in de grafiek blanco gelaten.

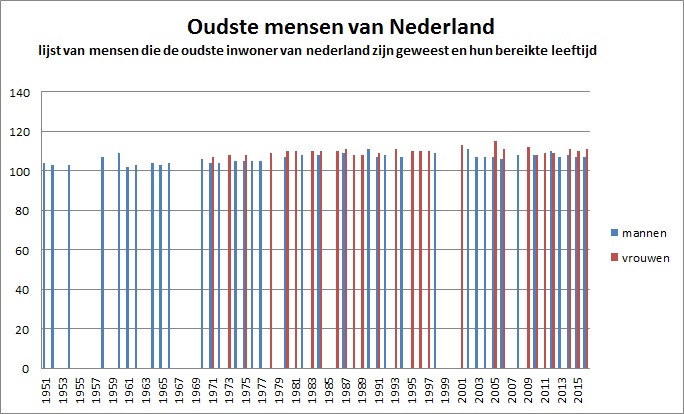
Grafiek van de oudste mensen van Nederland van 1949 tot heden.

De gemiddelde leeftijd van de oudste vrouwelijke Nederlander gerekend vanaf 1971 is 109,9 jaar, die van de man is gerekend vanaf 1949 106,3 jaar.